# Leatxe
Leatxe (en basc, cooficialment en castellà Leache) és un municipi de Navarra, a la comarca de Sangüesa, dins la merindad de Sangüesa.

## Demografia
| Evolució demogràfica                              | Evolució demogràfica | Evolució demogràfica | Evolució demogràfica | Evolució demogràfica | Evolució demogràfica | Evolució demogràfica | Evolució demogràfica | Evolució demogràfica | Evolució demogràfica | Evolució demogràfica |
| 1996                                              | 1998                 | 1999                 | 2000                 | 2001                 | 2002                 | 2003                 | 2004                 | 2005                 | 2006                 | 2007                 |
| ------------------------------------------------- | -------------------- | -------------------- | -------------------- | -------------------- | -------------------- | -------------------- | -------------------- | -------------------- | -------------------- | -------------------- |
| 50                                                | 49                   | 51                   | 49                   | 50                   | 47                   | 48                   | 48                   | 45                   | 46                   | 52                   |
| Fonts: Leatxe i Institut d'Estadística de Navarra |                      |                      |                      |                      |                      |                      |                      |                      |                      |                      |